# Torneo europeo di qualificazione al FIFA Futsal World Championship 1992
Il Torneo europeo di qualificazione al FIFA Futsal World Championship 1992 fu disputato nel 1992 in Italia (Catania) e Spagna (Valencia) per designare le sei formazioni nazionali di calcio a 5 che dovevano prendere parte al secondo campionato del mondo FIFA.
I due gironi, composti da cinque formazioni, furono a favore delle due nazionali organizzatrici: la Spagna vinse il suo, l'Italia giunse terza ma ugualmente qualificata, assieme a queste furono qualificate anche Olanda e Jugoslavia nel girone A, e Comunità Stati Indipendenti (poi diventata Russia) e Polonia nel girone B. La Jugoslavia tuttavia non prese parte al mondiale, sostituita poi dal Belgio quarto classificato.

## Girone A
|             | Risult. |            | Città e data |
| ----------- | ------- | ---------- | ------------ |
| Paesi Bassi | 2 - 2   | Jugoslavia | Catania      |
| Paesi Bassi | 3 - 1   | Italia     | Catania      |
| Paesi Bassi | 2 - 1   | Belgio     | Catania      |
| Paesi Bassi | 7 - 0   | Portogallo | Catania      |
| Jugoslavia  | 4 - 3   | Italia     | Catania      |
| Jugoslavia  | 4 - 5   | Belgio     | Catania      |
| Jugoslavia  | 5 - 3   | Portogallo | Catania      |
| Italia      | 6 - 0   | Belgio     | Catania      |
| Italia      | 7 - 3   | Portogallo | Catania      |
| Belgio      | 4 - 4   | Portogallo | Catania      |

| Classifica finale | Pt | G | V | N | P | GF | GS | DR  |
| ----------------- | -- | - | - | - | - | -- | -- | --- |
| Paesi Bassi       | 10 | 4 | 3 | 1 | 0 | 14 | 4  | +10 |
| Jugoslavia        | 7  | 4 | 2 | 1 | 1 | 15 | 13 | +2  |
| Italia            | 6  | 4 | 2 | 0 | 2 | 17 | 10 | +7  |
| Belgio            | 4  | 4 | 1 | 1 | 2 | 10 | 16 | -6  |
| Portogallo        | 1  | 4 | 0 | 1 | 3 | 10 | 23 | -13 |

## Girone B
|                                   | Risult. |                                   | Città e data |
| --------------------------------- | ------- | --------------------------------- | ------------ |
| Spagna                            | 5 - 3   | Comunità degli Stati Indipendenti | Valencia     |
| Spagna                            | 7 - 1   | Polonia                           | Valencia     |
| Spagna                            | 3 - 1   | Ungheria                          | Valencia     |
| Spagna                            | 6 - 1   | Cecoslovacchia                    | Valencia     |
| Comunità degli Stati Indipendenti | 7 - 7   | Polonia                           | Valencia     |
| Comunità degli Stati Indipendenti | 4 - 4   | Ungheria                          | Valencia     |
| Comunità degli Stati Indipendenti | 5 - 2   | Cecoslovacchia                    | Valencia     |
| Polonia                           | 3 - 3   | Ungheria                          | Valencia     |
| Polonia                           | 3 - 2   | Cecoslovacchia                    | Valencia     |
| Ungheria                          | 4 - 4   | Cecoslovacchia                    | Valencia     |

| Classifica finale                 | Pt | G | V | N | P | GF | GS | DR  |
| --------------------------------- | -- | - | - | - | - | -- | -- | --- |
| Spagna                            | 12 | 4 | 4 | 0 | 0 | 21 | 6  | +15 |
| Comunità degli Stati Indipendenti | 5  | 4 | 1 | 2 | 1 | 19 | 18 | +1  |
| Polonia                           | 5  | 4 | 1 | 2 | 1 | 14 | 19 | -5  |
| Ungheria                          | 3  | 4 | 0 | 3 | 1 | 12 | 14 | -2  |
| Cecoslovacchia                    | 1  | 4 | 0 | 1 | 3 | 9  | 18 | -9  |

| Qualificate al mondiale | Paesi Bassi | Spagna | Comunità degli Stati Indipendenti | Jugoslavia poi Belgio | Italia | Polonia |
| ----------------------- | ----------- | ------ | --------------------------------- | --------------------- | ------ | ------- |